# Коефіцієнт розм’якшення при водопоглинанні
Коефіцієнт розм’якшення при водопоглинанні – відношення міцності матеріалу, насиченого водою, RH до його міцності в сухому стані RС :
KР = RH / RC , 
Значення коефіцієнта KР коливається від 0 до 1. При значенні коефіцієнта розм’якшення більше 0,8 матеріал вважається водостійким, менше 0,7 – неводостійким і його не рекомендується застосовувати у конструкціях і спорудах, які працюють в умовах підвищеної вологості.